# Eriopyga quasimoesta
Eriopyga quasimoesta är en fjärilsart som beskrevs av Köhler 1968. Eriopyga quasimoesta ingår i släktet Eriopyga och familjen nattflyn. Inga underarter finns listade i Catalogue of Life.